# Krzysztof Stachowski (aktor)
Krzysztof Stachowski (ur. 3 lutego 1952 w Krakowie, zm. 12 stycznia 1998 w Łodzi) – polski aktor teatralny i filmowy.

## Życiorys
Jeszcze przed studiami aktorskim był adeptem w Teatrze im. Wandy Siemaszkowej w Rzeszowie (1972-1973) oraz pracował jako sufler i inspicjent w Teatrze Dramatycznym w Wałbrzychu (1973-1974). Ukończył Wydział Aktorski Państwowej Wyższej Szkoły Teatralnej w Krakowie (1978). Następnie występował w Teatrze „Bagatela” w Krakowie (1978-1980, 1982-1987), Teatrze STU w Krakowie (1980-1981) oraz Teatrze Polskim w Cieszynie (1981-1982). W kolejnych latach był związany z Estradą Łódzką, występował także w telewizyjnych "Spotkaniach z Balladą". Wziął również udział w trzech spektaklach Teatru Telewizji oraz dwunastu audycjach Teatru Polskiego Radia.

## Filmografia
- Zmory (1978) - gimnazjalista oskarżany o donoszenie policji
- Gorączka (1980) - szpicel na stacji dzwoniący do naczelnika
- Wierne blizny (1981) - żołnierz zabity w walce z oddziałem "Wydry"
- Wielki Szu (1982) - brat Jurka
- Przemytnicy (1984) - członek grupy Trofidy
- Na srebrnym globie (1987) - Roda II
- Virtuti (1989) - kapral Janik
- Opowieść o Józefie Szwejku i jego najjaśniejszej epoce (1995) - dwie role:
  - prywatny detektyw Stach (odc. 4)
  - żołnierz (odc. 6)
- Opowieść o Józefie Szwejku i jego drodze na front (1996) - kucharz (odc. 10)

Źródło: Film Polski